# Рассказов, Сергей Владимирович
Сергей Владимирович Рассказов (род. 10 марта 1994, Самара, Россия) — российский профессиональный баскетболист, играющий на позиции атакующего защитника.

## Карьера
Сергей Рассказов воспитанник самарского баскетбола, первый тренер — Игорь Тальских. В чемпионате ДЮБЛ играл за «ЦСК ВВС-Самара».
В сезоне 2010/2011 выступал в молодёжном чемпионате в составе «Триумф-2».
С 2011 по 2013 годы был игроком московского «Динамо».
Сезон 2013/2014 отыграл за «Динамо-УОР-2» в Единой молодёжной лиге ВТБ, в среднем за матч набирая 8,5 очка, 3,1 подбора и 2 передачи.
Летом 2014 подписал контракт по схеме «1+1» с «Самарой».
В начале января 2016 года стал игроком «Строителя» (Энгельс). Сергей принял участие в 20 матчах и за 22 минуты, набирал в среднем 8 очков, 4 подбора, 1 передачу и 1 перехват.
Перед началом сезона 2016/2017 Рассказов не нашёл себе команду и в ноябре 2016 года вернулся в «Строитель». В 26 матчах Сергей набирал в среднем 9 очков, 3 подбора и 1,5 передачи.
В марте 2017 года Рассказов покинул энгельсский клуб и стал игроком «Уралмаша».
В июле 2017 года перешёл в «Спартак-Приморье», но в сентябре покинул клуб и вернулся в «Уралмаш». В сезоне 2017/2018 набирал 10,6 очка, 2,7 передачи и 2 подбора.
В июле 2018 года Рассказов продлил контракт с «Уралмашем» ещё на один год. В сезоне 2018/2019 Сергей провёл 17 матчей в Суперлиге-1 и Кубке России, в среднем за игру набирал 2,8 очка и 0,9 подбора.
В июле 2019 года Рассказов вернулся в «Самару».
Сезон 2020/2021 Рассказов начинал в составе «Самары» по баскетболу 3×3, принял участие в матчах Единой лиги Европы 3×3 и первом этапе чемпионата России по баскетболу 3×3.
В сезоне 2021/2022 Рассказов выступал за магнитогорский «Металлург» с которым стал чемпионом Суперлиги-2 и был включён в символическую пятёрку турнира как «Лучший лёгкий форвард».
В августе 2022 года Рассказов перешёл в «Тамбов».

## Достижения
- Чемпион Суперлиги-2 дивизион: 2021/2022
- Бронзовый призёр Суперлиги-2 дивизион: 2017/2018
- Чемпион Суперлиги-3 дивизион: 2016/2017
- Обладатель Кубка России: 2019/2020
- Бронзовый призёр Кубка России: 2020/2021